# هریسون پیج
هریسون پیج (انگلیسی: Harrison Page؛ زادهٔ ۲۷ اوت ۱۹۴۱) یک هنرپیشه اهل ایالات متحده آمریکا است. وی از سال ۱۹۶۸ میلادی تاکنون مشغول فعالیت بوده‌است.

## گزیده فیلمشناسی
از فیلم‌ها یا برنامه‌های تلویزیونی که وی در آن نقش داشته‌است می‌توان به آثار زیر اشاره کرد.
- شیردل (۱۹۹۰۰)
- گوشت‌خزندگان (فیلم) (۱۹۹۳)
- تعارض منافع (فیلم) (۱۹۹۳)
- کله‌خراب (۲۰۱۲)
- چیزهای بهتر
- اسلج همر!